# (5975) Otakemayumi
(5975) Otakemayumi (1992 SG) – planetoida z pasa głównego asteroid okrążająca Słońce w ciągu 4,08 lat w średniej odległości 2,55 j.a. Odkryta 21 września 1992 roku.